# (37212) 2000 WO126
2000 WO126 (asteroide 37212) é um asteroide da cintura principal. Possui uma excentricidade de 0.14193900 e uma inclinação de 9.81146º.
Este asteroide foi descoberto no dia 16 de novembro de 2000 por Spacewatch em Kitt Peak.